# Monaciello

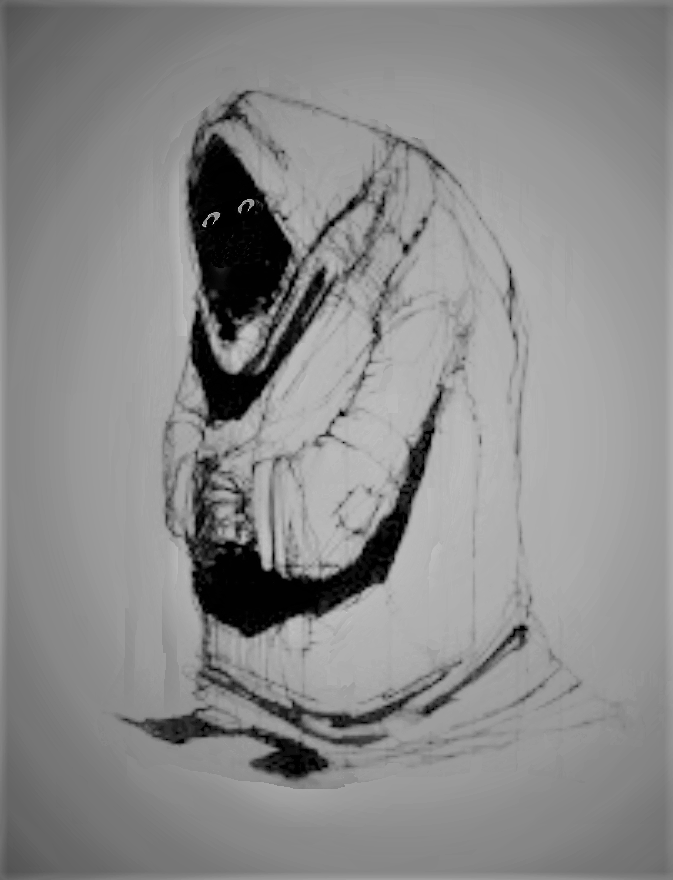
Représentation d'un Monaciello

Monaciello (O'Munaciello en napolitain), « le petit moine », est un nain du folklore napolitain. Vêtu d'habits de moines rouges, ils savent se montrer facétieux, bons vivants et irresponsables, si bien qu'ils assurent assez mal leur tâche principale qui est de surveiller les trésors des fées et des nains.